# Rizssütemény

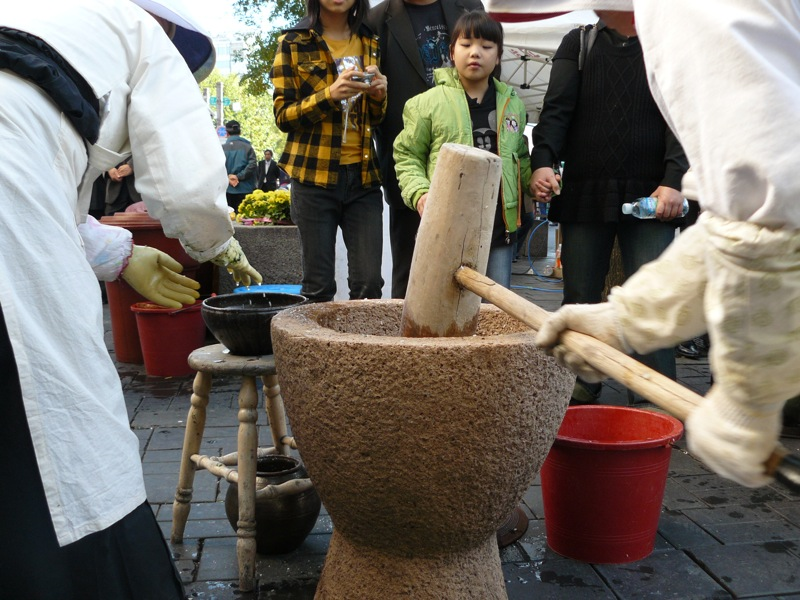
Döngöléssel készítik Dél-Koreában a ttok (tteok)ot

A rizssütemény (angolul rice cake) különféle, rizsből készült étel, nevével ellentétben nem feltétlenül édesség, melynek fajtái igen elterjedtek Ázsiában. Közös jellemzőjük, hogy általában különféle alakokra formázottak. A hagyományos vagy ragacsos rizst általában beáztatják, ledarálják, a vizet kipréselik belőle, majd kézzel vagy különféle eszközök segítségével dagasztják, aztán hőkezelésnek teszik ki, például gőzölik, de főzhetik vízben, vagy süthetik is.

## Burma
A burmai konyhaművészet sokoldalú édessége és harapnivalója a mun (မုန့်), melyet különféle rizsfajtákból, rizslisztből és ragacsosrizslisztből készítenek, egyes változatait barnacukorral, kókuszreszelékkel. Jellemzően kevésbé édes, mint a délkelet-ázsiai hasonló desszertek. Léteznek azonban sós fajtái is.

## Fülöp-szigetek
A rizssütemények népszerűek a Fülöp-szigeteken is. Tagalog nyelven a rizsalapú desszertek összefoglaló neve kakanin, ami az „elkészített rizs” jelentésű kanin szóból származik. Korábban a tinapay szót is használták erre (jelentése: „tapayjal erjesztett”), a modern filippínó nyelvben azonban ez már a kenyérre használatos kifejezés. A rizssüteményeket két nagy kategóriába lehet sorolni: a puto a gőzölve készítetteket jelöli, a  bibingka pedig a sült verziókat. Mindkét fajta rizssütemény alapja a beáztatott ragacsos rizs, melyet ragadós pasztává (galapong) őrölnek. A pusô különféle formájú (oktaéder, téglalap, gyémántforma), pálmalevélből fonott tasakokban főtt rizs, a morók és a vizáják utcai étele, sós ételek mellé szokás tálalni.

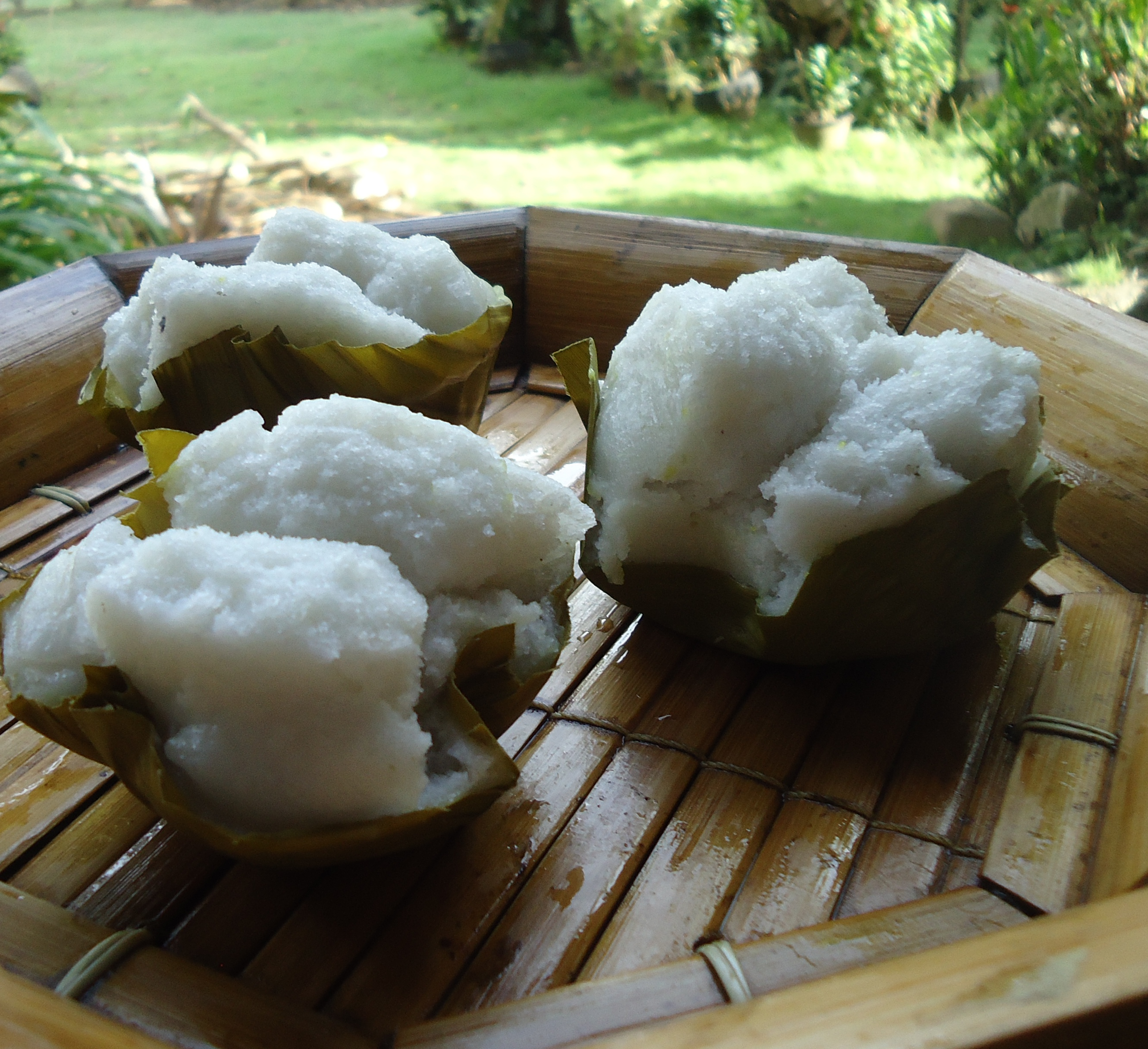
Puto
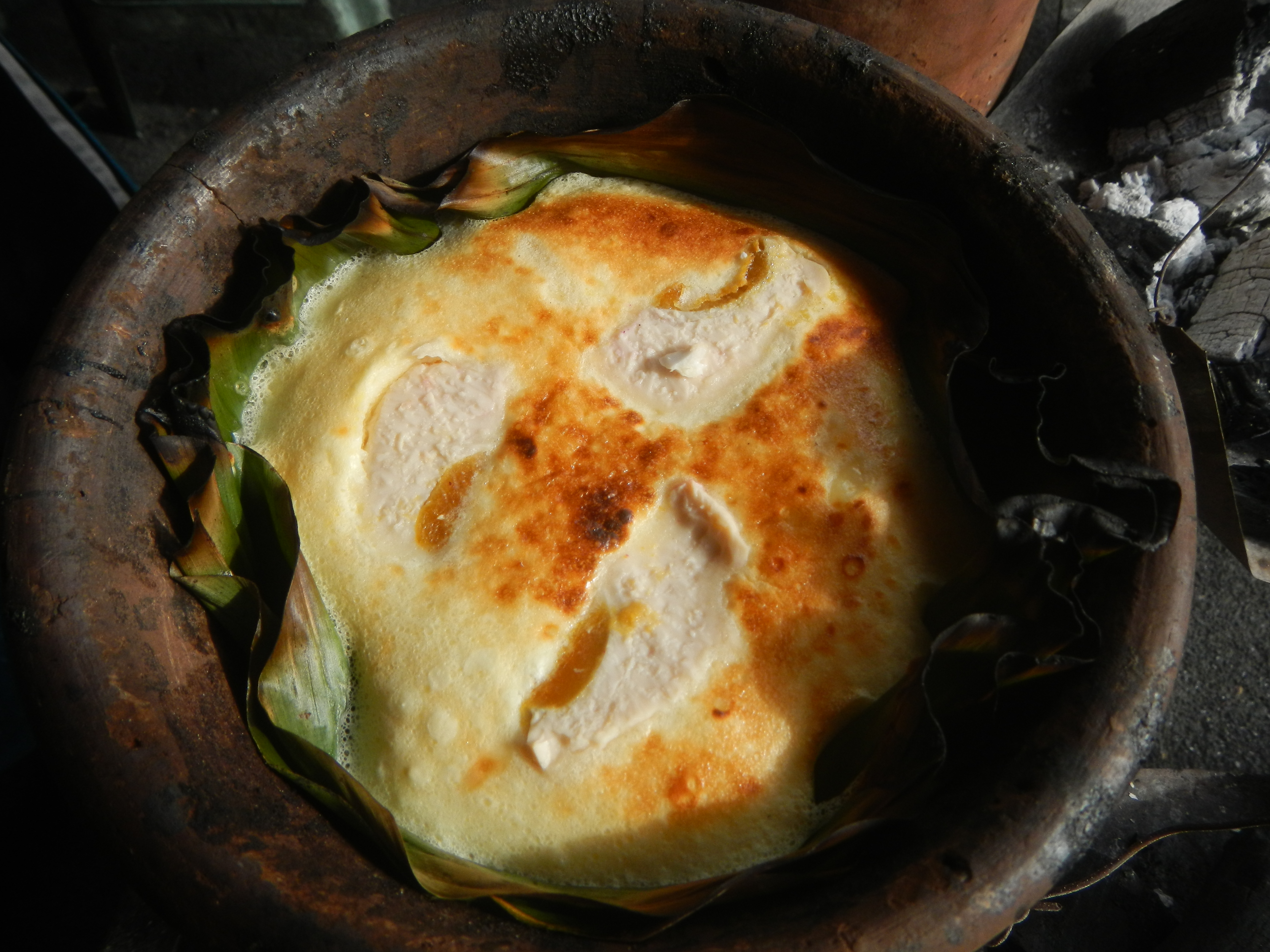
Bibingka
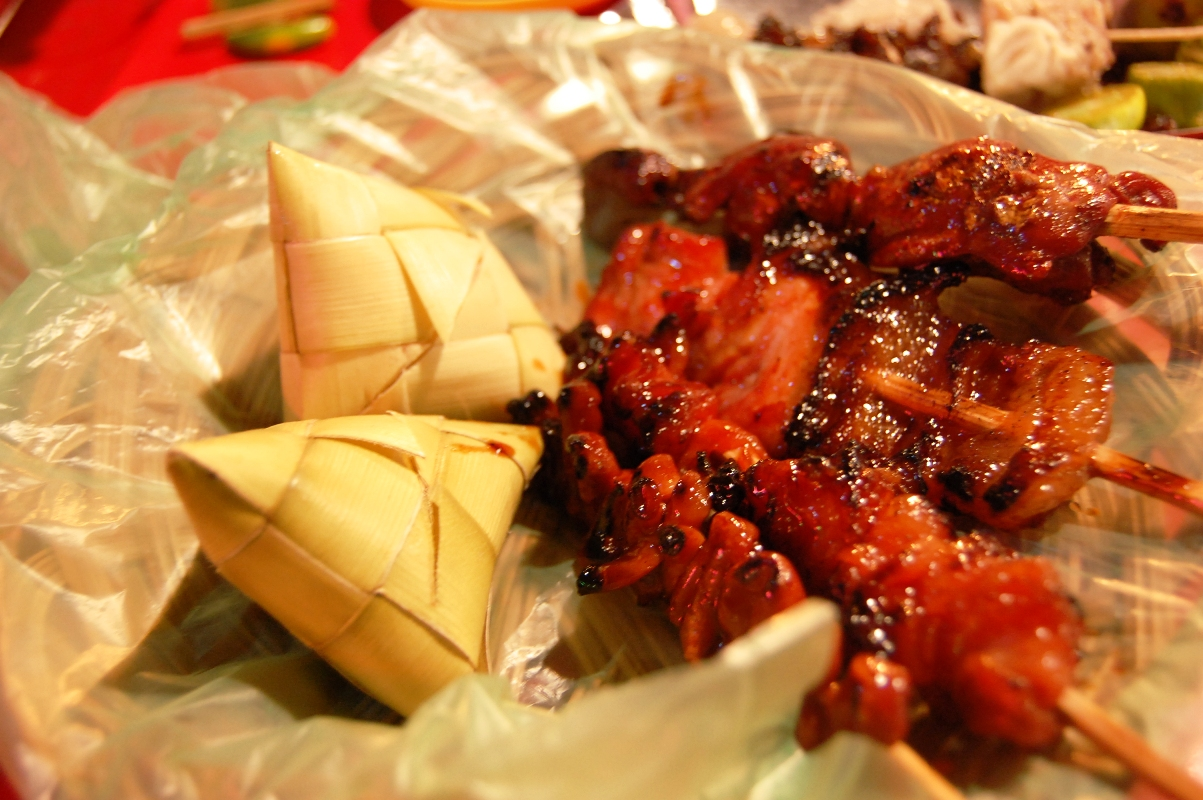
Pusô

## India
A konkáni nép rizslisztből, kókuszcukorból és kókuszból készített, kurkumalevélbe csomagolt édessége a pátoljo. Dél-Indiában elterjedt étel a puttu, ahol darált rizshez meleg vizet adagolnak, majd a tésztát kókuszreszelékkel rétegezik. Sokféleképp ízesíthetik, tölthetik is, banánnal, csirkével, darált hússal akár. Az idli szintén dél-indiai, sós rizssütemény, mely darált rizsből és darált Vigna mungo lencséből készül. A tésztát kelesztik, majd perforált idliformákba öntve gőzölik. Általában reggelire fogyasztják, curryvel, számbárral vagy csatnival.

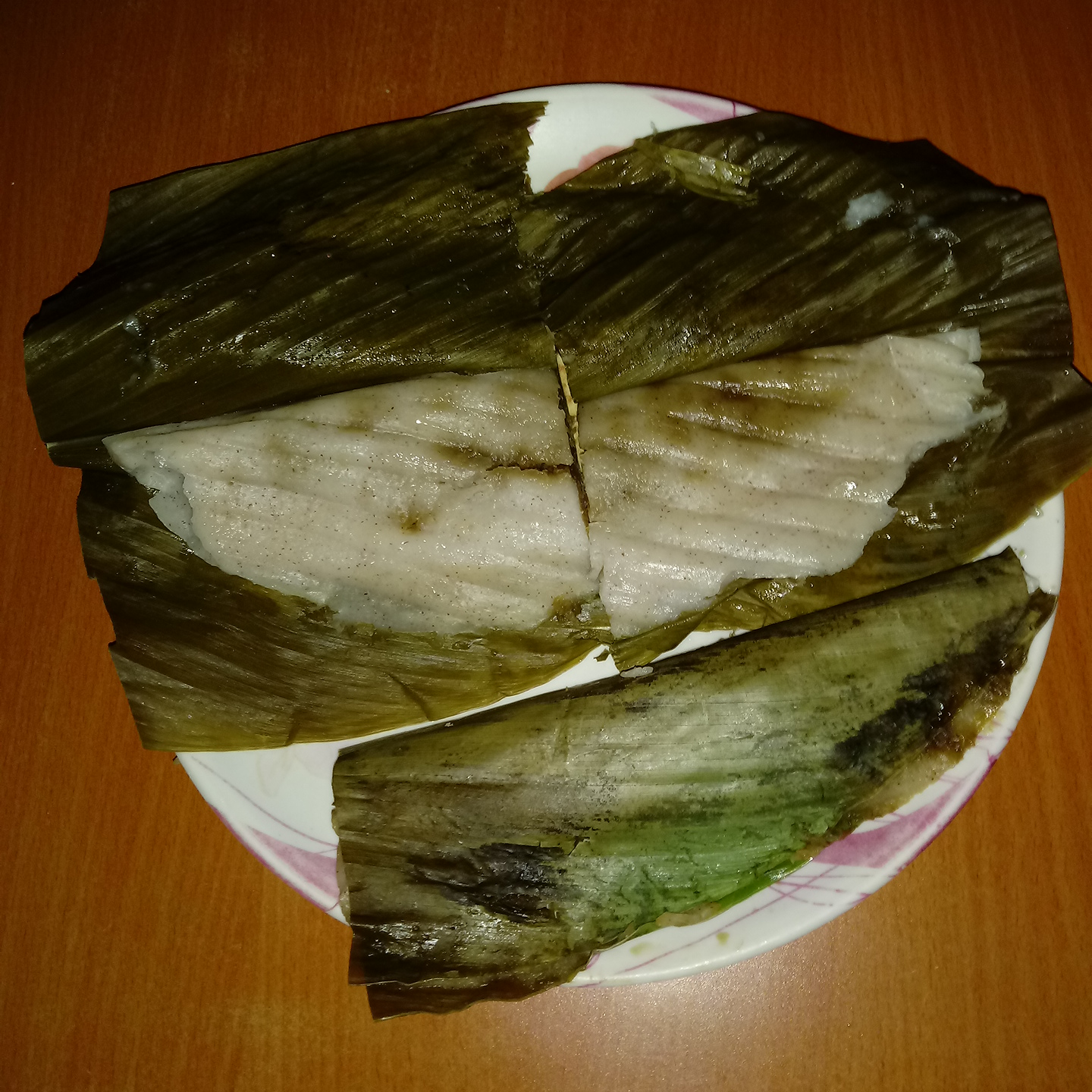
Pátoljo
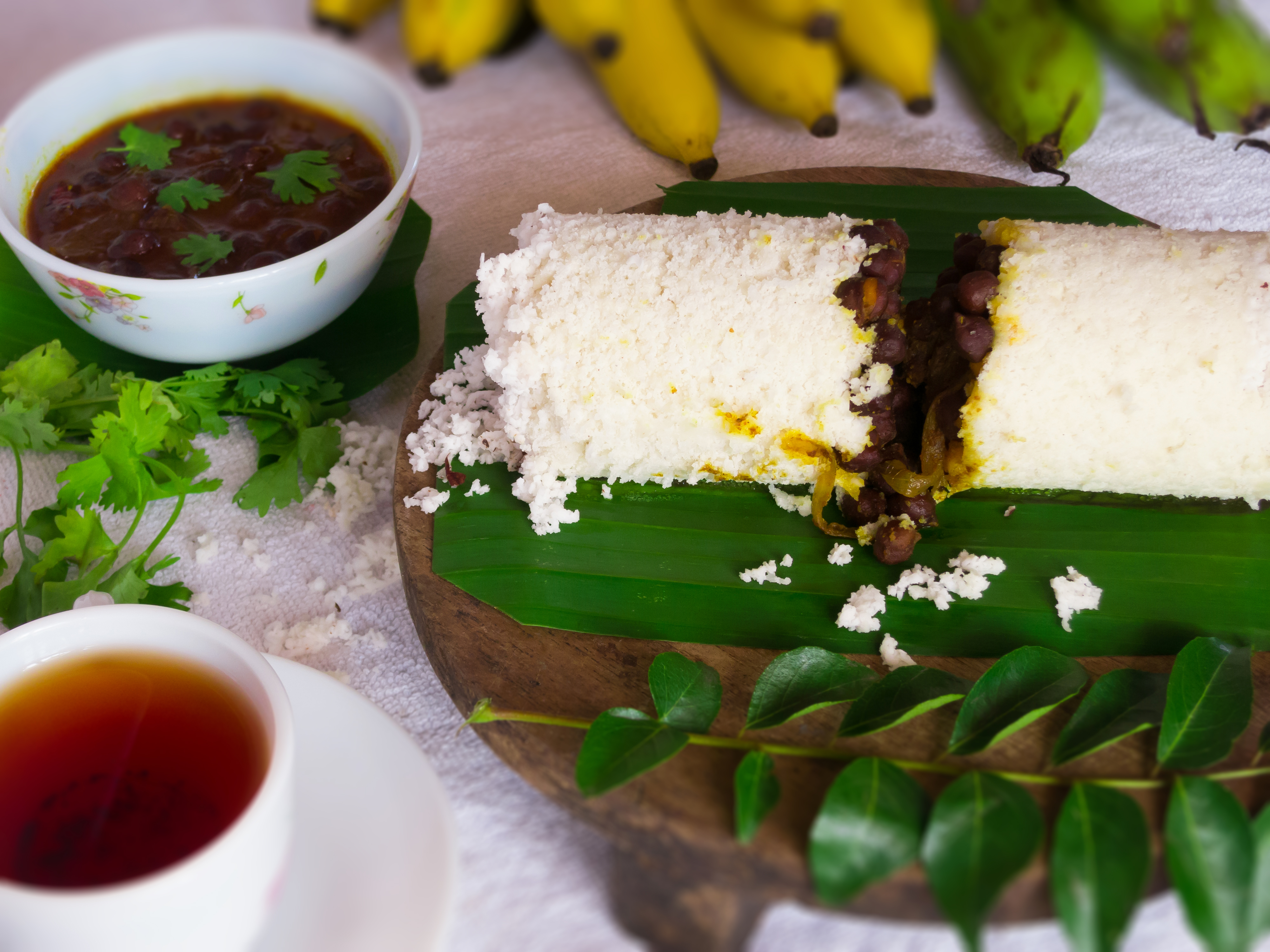
Currys puttu
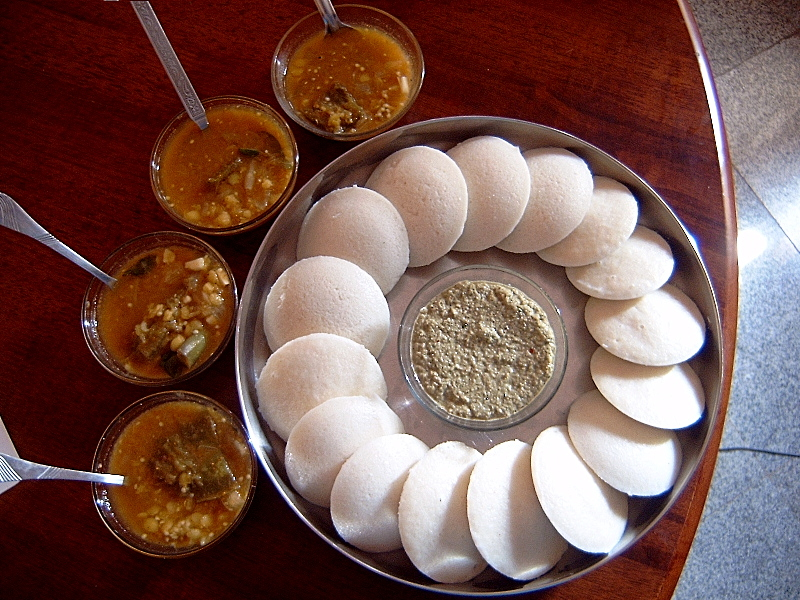
Idli számbárral

## Indonézia
Indonéziában megkülönböztetik az alapvető élelmiszerként fogyasztott rizssüteményeket a harapnivalóként fogyasztottaktól. Az alapvető élelmiszerként fogyasztott rizssütemények a sima főtt rizs alternatívái az étkezésben. Ilyen például a burasa, mely kókusztejjel félnyers állapotig főtt rizs, amit aztán banánlevélbe csomagolva gőzölnek tovább és csirkés ételek mellé tálalnak. A fülöp-szigeteki pusôhoz nagyon hasonlít az indonéz ketupat. A ragacsos rizst harminc percig áztatják csavarpálma (Pandanus amaryllifolius) levelével, majd fiatal kókuszpálmalevelekből fonott kis tasakokba teszik és hosszú órákon át főzik. Currys csirkével, rendanggal és satayjal tálalják. Hasonlóan készül a longtong is, azzal a különbséggel, hogy a rizst banánlevélbe csavarják, majd tálaláskor felszeletelik.
Az apró falatkák, édességek, sütemények, péksütemények, kekszek megnevezése Indonéziában kue. Rizslisztből vagy ragacsosrizslisztből számos fajtát készítenek, melyek lehetnek édesek vagy sósak. Az arem-arem tulajdonképpen hússal vagy zöldségekkel töltött, rövidebb longtong. A klepon rizslisztből készült golyócskákat jelöl, melyeket olvasztott pálmacukorral töltenek meg és kókuszreszelékbe forgatnak. Az egyik legnépszerűbb kueféleség. A kue lapis színes rétegekből álló rizspuding, amit szeletelnek. A nagasari rizslisztből, kókusztejből és cukorból készül, banánnal a közepén; banánlevélbe bugyolálva gőzölik.
Ezeket az ételeket Malajziában és Szingapúrban is fogyasztják.

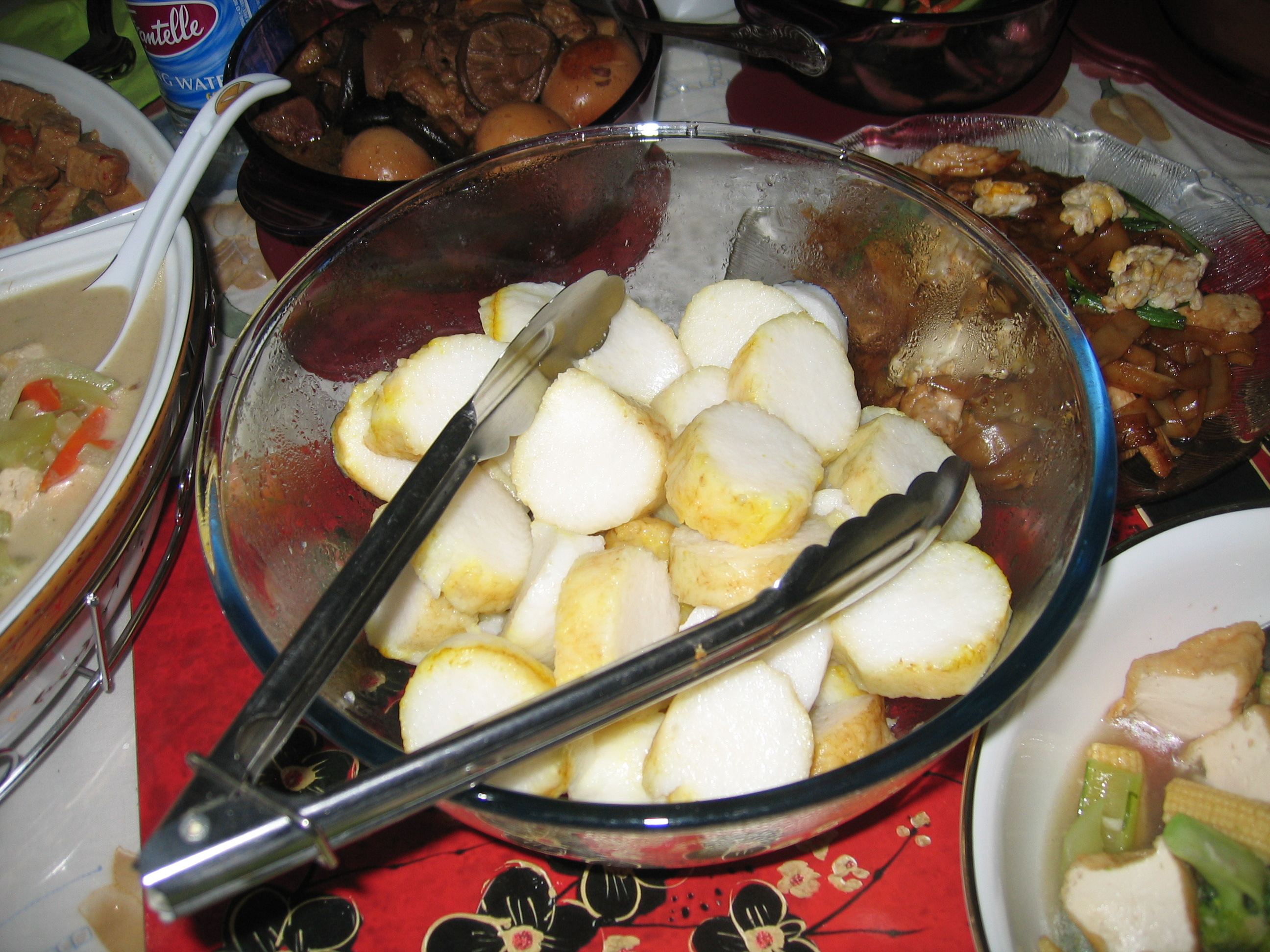
Longtong
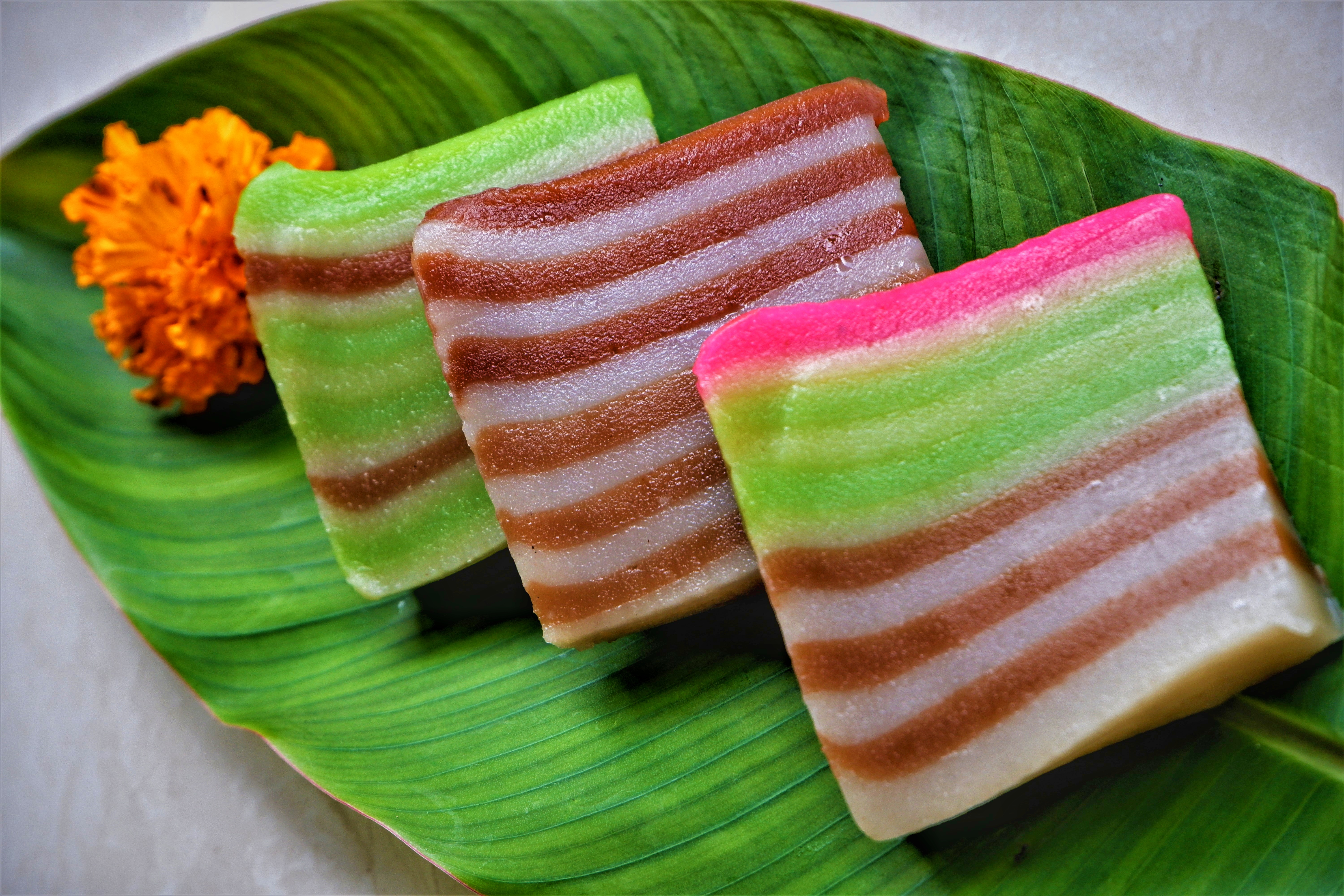
Kue lapis
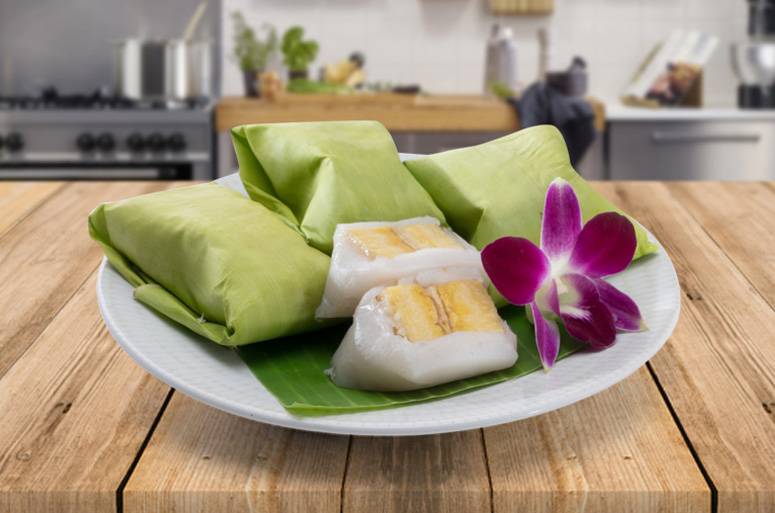
Nagasari

## Japán
Az egyik legismertebb japán desszert a kerekszemű ragacsosrizsből döngöléssel készített mocsi (餅). Hagyományosan azukibabpasztával töltik meg (ekkor daifuku lesz a neve), de a modern Japánban már mindenféle ízvilágú mocsi kapható, az egyik legnépszerűbb az egész eperrel töltött változat. Léteznek különleges szezonális verziók is, mint a szakura mocsi, japáncseresznyefa virágával, vagy a gyémánt alakú hisi mocsi, melyet a lányok napján (március 3.) fogyasztanak és rózsaszín, fehér és zöld rétegekből áll. A mocsi létezik gombóc formában és lapos, téglalap vagy más alakban is. Regionálisan is rengeteg változatát készítik. A dango (団子) bambusznyársra húzott, rizslisztből készült golyók, melyeknek számos édes és sós változata létezik. A hagyományos mitarasi dango édesítetlen, szójaszósszal kenik meg és tűz felett grillezik.

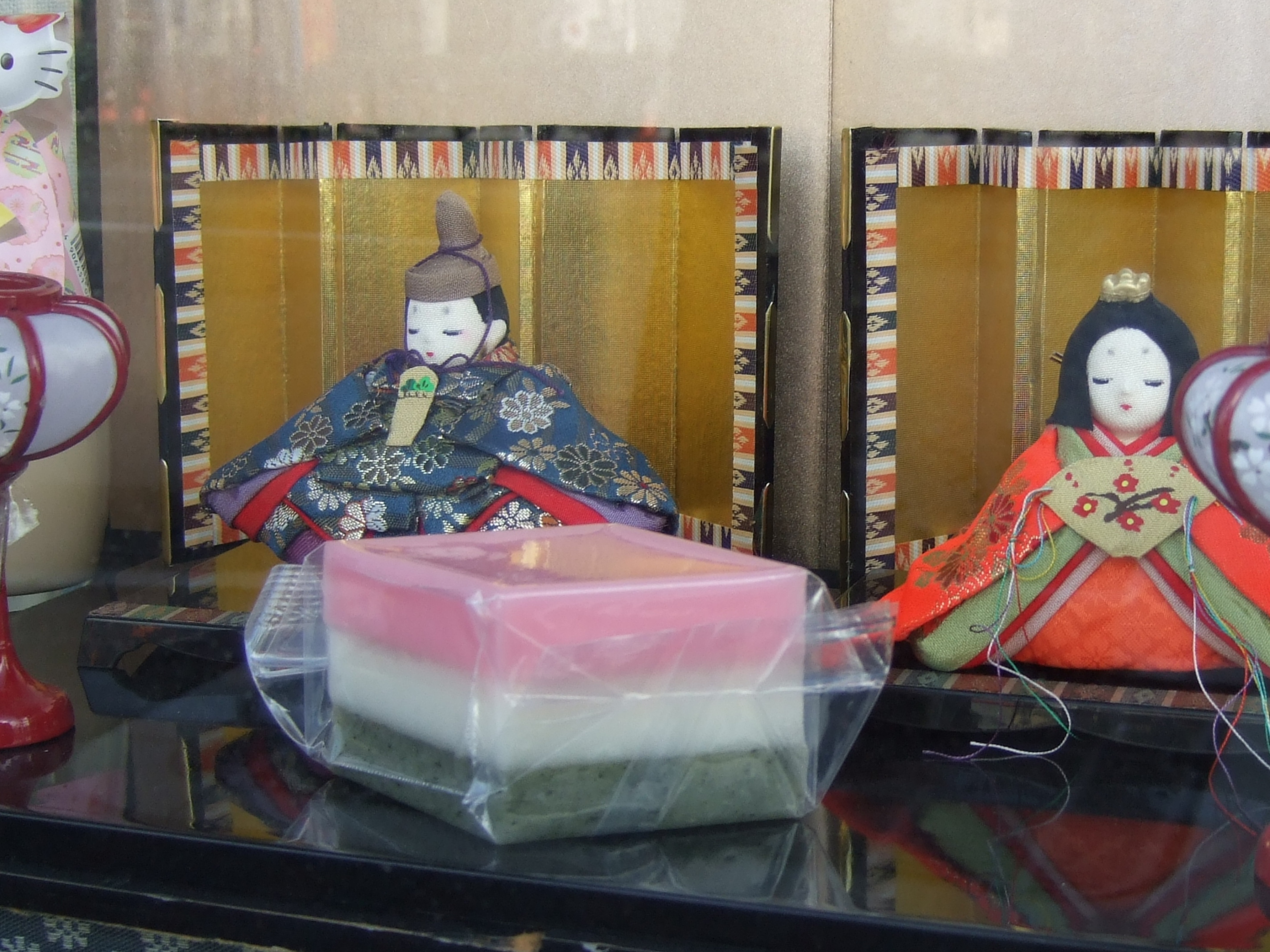
Hisi mocsi
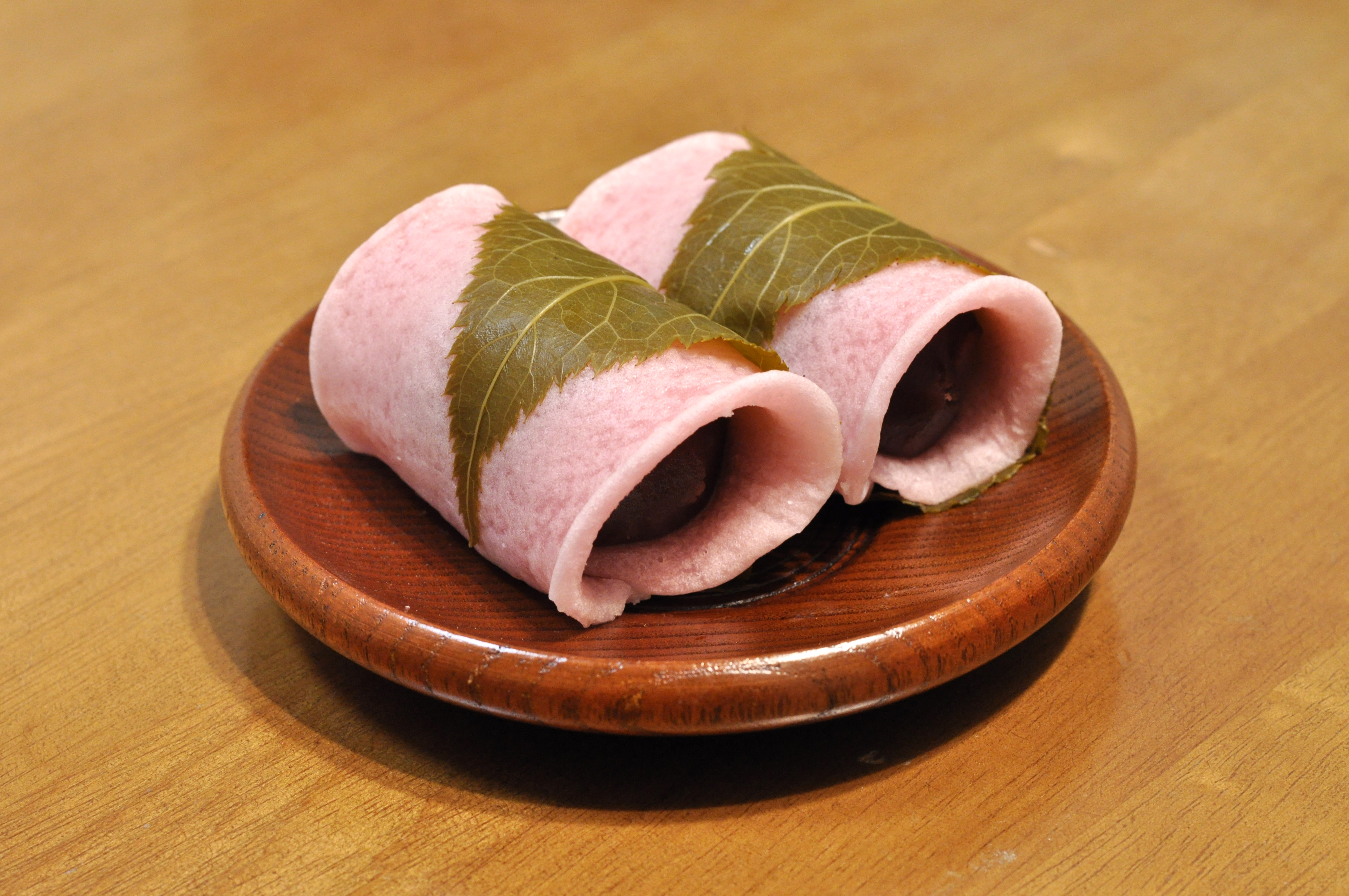
Szakura mocsi
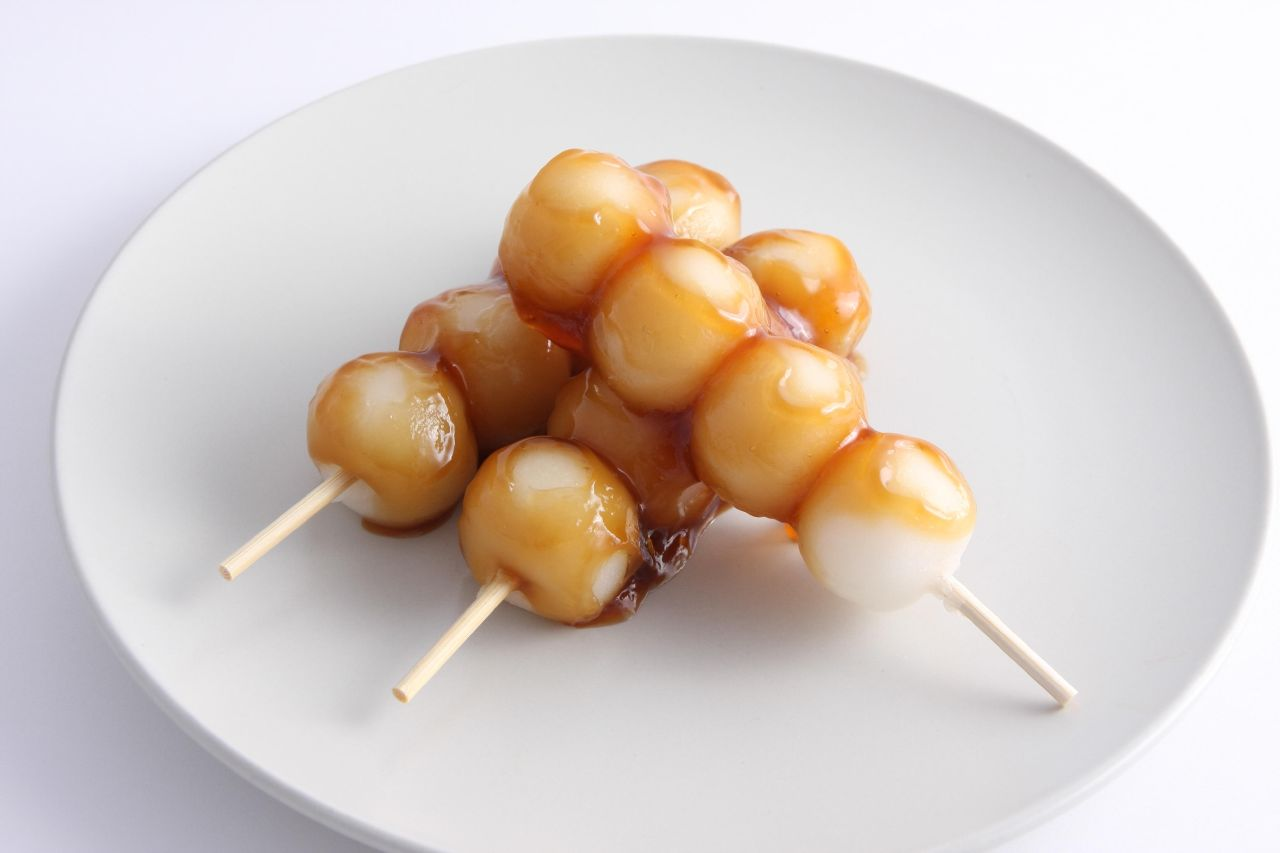
Mitarasi dango

## Kambodzsa

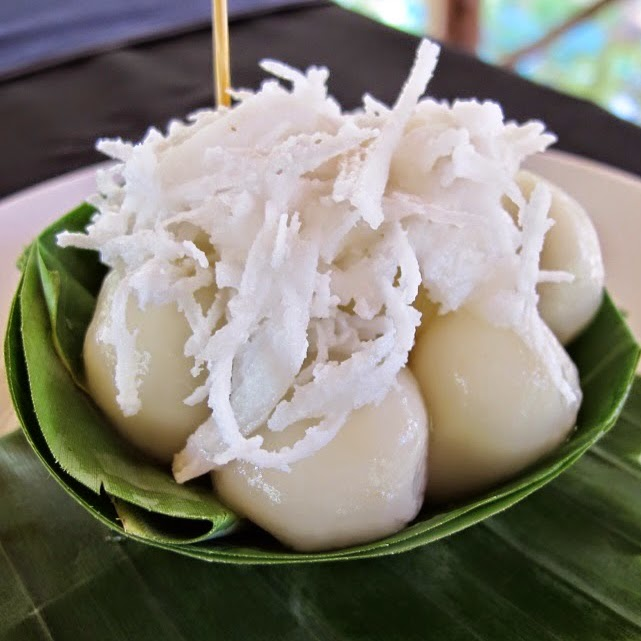
Num plae ai

Kambodzsában egész évben fogyasztják az ősök napja fesztivál kedvelt rizssüteményét, a banánlevélbe csomagolt, banánnal vagy sertésszalonnával és babbal töltött, gőzölve készített num ansamot (នំអន្សម). A num kom ragacsosrizslisztből készült édes sütemény, melyet pálmacukorral,  kókuszforgáccsal és pörkölt szezámmaggal töltenek meg. Hagyományosan az ősökre való emlékezés napján, a Buddha születésnapján, valamint holdújévkor fogyasztják. Piramis alakú, mely a buddhista pagodatornyokat szimbolizálja. A num plae ai (ផ្លែអាយ) ragacsosrizsből készült golyók, melyeket pálmacukorral töltenek és friss kókuszreszelékbe forgatnak. Ünnepségek idején szolgálják fel a népszerű num ah-kor (នំអាកោរ) nevű desszertet, mely sokféle színű lehet és friss kókuszreszelékkel tálalják. A nom chak-kachan többrétegű sütemény, mely ragacsosrizsliszttel, tápiókaliszttel és kókusztejjel készül. Többféle színben készítik, a zöld és sárga rétegezésű változat a legnépszerűbb.

## Kína
Kínában számos változatát készítik, regionálisan is sokféle rizssütemény jellemző. Különösen ünnepek alkalmával készítik a legtöbbjüket, például kínai újév idején. Ilyen például a cepa (ciba) (糍粑), mely döngöléssel készül, a döngölt rizstésztából lepénykéket vagy rudakat formálnak, előbbieket akár süthetik is. Földimogyoróval, szezámmaggal, barnacukorral és egyéb feltétekkel ízesítik. Népszerű például Csungking (Chongqing)ban, a Kuanghszi-Csuang Autonóm Terület, Kujcsou (Guizhou)ban, Szecsuan (Sichuan)ban, Hunanban és Hupej (Hubei)ben. Ugyancsak újévi sütemény a fa kao (fa gao) (发糕), mely állagában leginkább a piskótához hasonlít, azonban nem sütőben sütik, hanem gőzölik. Szintén újévkor szolgálják fel a nien kao (nian gao) (年糕) rizssüteményt, melyet újévi süteménynek fordítanak. Rendkívül változatos étel, többféle formában és ízben készítik az ország egyes pontjain, északon jobbára édesen készítik, gőzölve vagy sütve, míg Dél-Kínában csípős és sós változatokat is felszolgálnak, különféle zöldségekkel keverve pirítva, olajban sütve vagy épp levesben kifőzve.
A két kilences ünnep alkalmából, a kilencedik holdhónap kilencedik napján szokás csungjang (chongyang) süteményt fogyasztani, mely rizslisztből készül és bár akár háztartásonként eltérő lehet a receptje, általában jujubából és diófélékből készült krémmel kenik meg a rétegeket. A lámpásfesztivál egyik jellegzetes étele a tangjüan (tangyuan) (汤圆), melynek jelentése „levesgolyó”, és a neve alapján kitalálható, hogy levesbetétként fogyasztják. A ragacsosrizslisztből készült golyókat édes vagy sós töltelékkel is meg lehet tölteni. Hagyományosan fehér színű, de ma már ételfestékkel színezett változatokat is készítenek. Esküvőkön és családi ünnepeken is szívesen fogyasztják. A tavaszi Csingming (Qingming)-ünnep alkalmából készítik az utcai árusok és az édességüzletek a csingtuan (qingtuan)t (青糰), mely jellegzetes zöld színét az Argyus-ürömtől (Artemisia argyi) kapja és azukibabpasztával töltik meg.
Kína több régiójában is nagy hagyománya van az olajfafélék családjába tartozó illatcserje (Osmathus) virágából készített kujhua kao (gui hua gao) (桂花糕) süteménynek, mely általában zselés állagú, rombusz alakúra formázott édesség. Könnyű, enyhe ízvilágú, gyakran tálalják oolong teával. Létezik nem zselés változata is, melyet ragacsosrizsliszt és búzaliszt keverékéből készítenek, illatcserje sziruppal és a növény virágaival díszítve. Jünnan (Yunnan) tartományban népszerű utcai étel az erkuaj (erkuai) (饵块). Nevének jelentése „füldarabka”, mely az alakjára utal. Zöldségekkel együtt keverve pirítják és csípős mala (麻辣) szósszal tálalják. A mexikói burritóhoz hasonlóan is elkészítik, többféle feltéttel. Jellegzetes mandzsu, ma Pekingben népszerű sütemény a lütakun (lüdagun) (驴打滚), avagy „hempergő csacsi”. Az édességet pörkölt szójabablisztben forgatják meg, ami miatt úgy néz ki, mint egy löszben hempergő szamár, innen kapta a nevét.

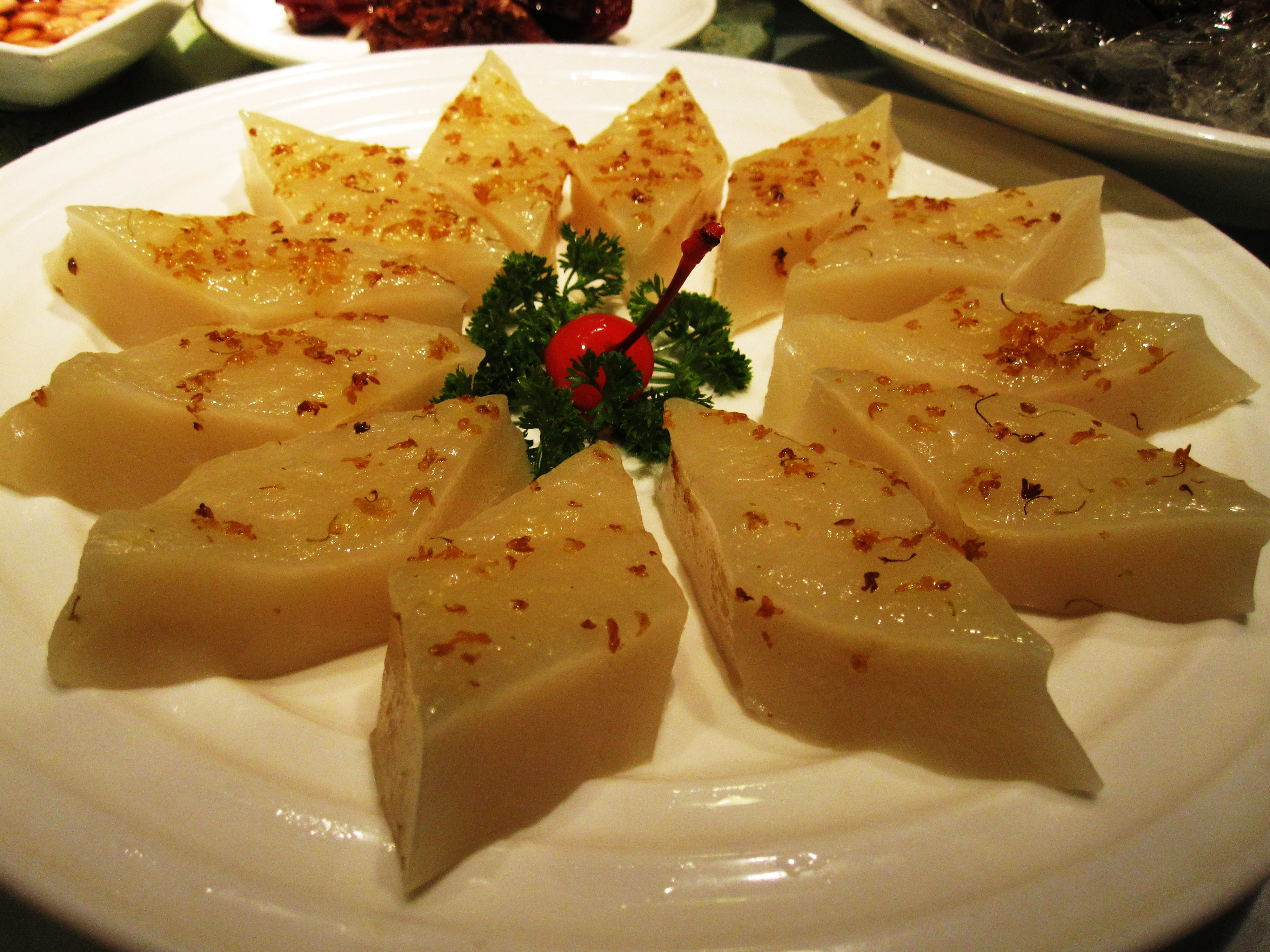
Kujhua kao (Gui hua gao)
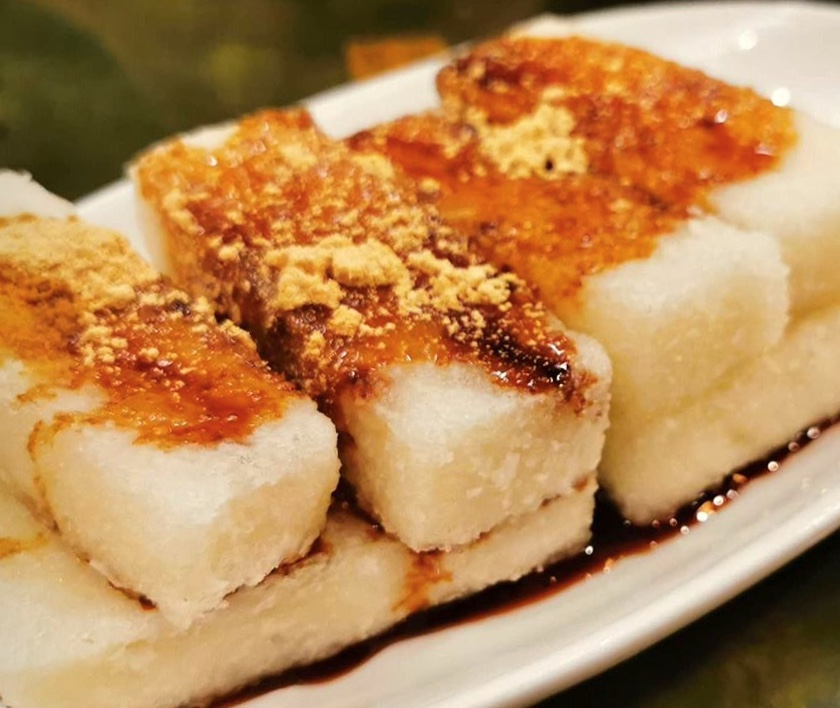
Cepa (Ciba)
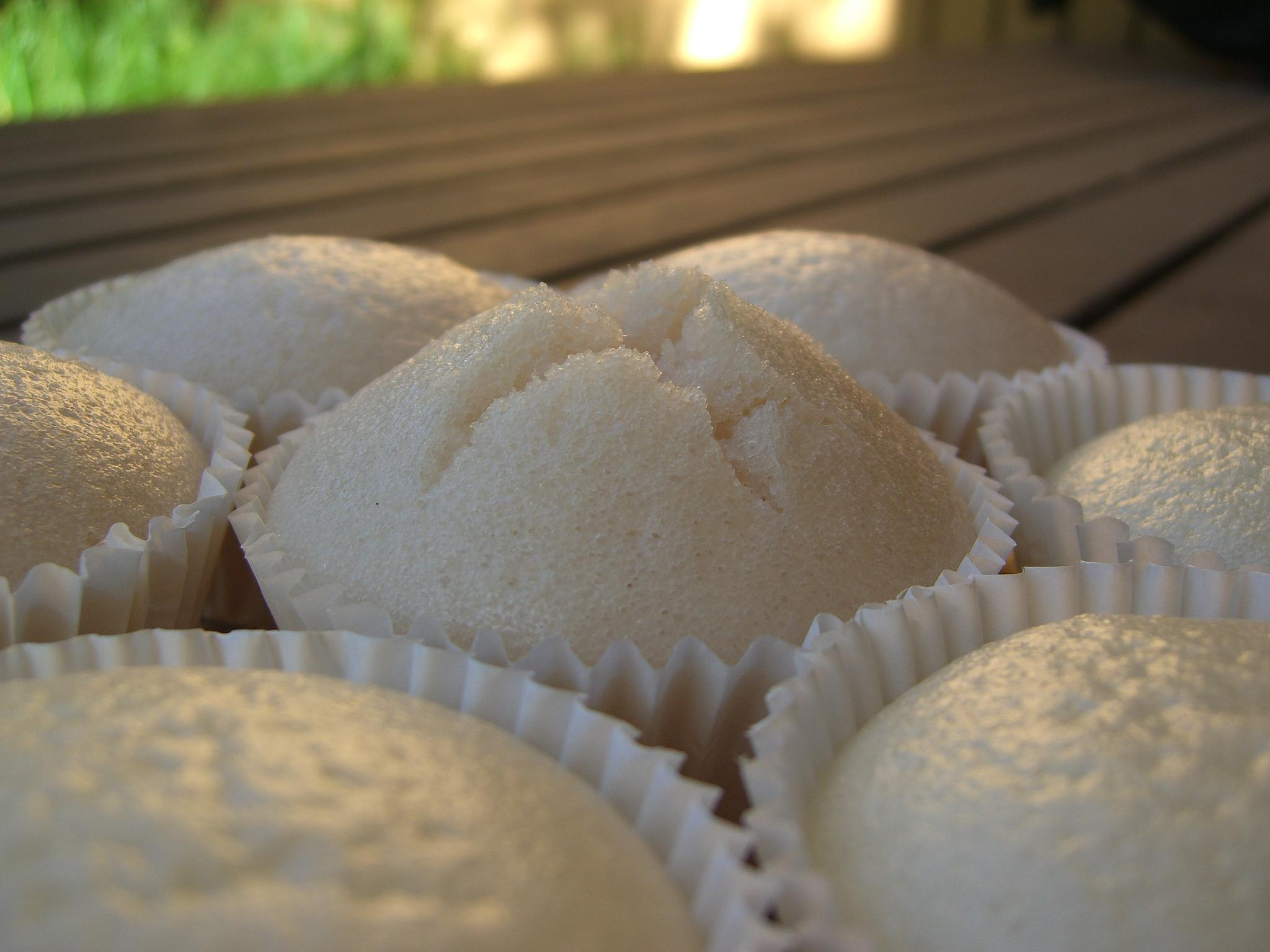
Fa kao (Fa gao)
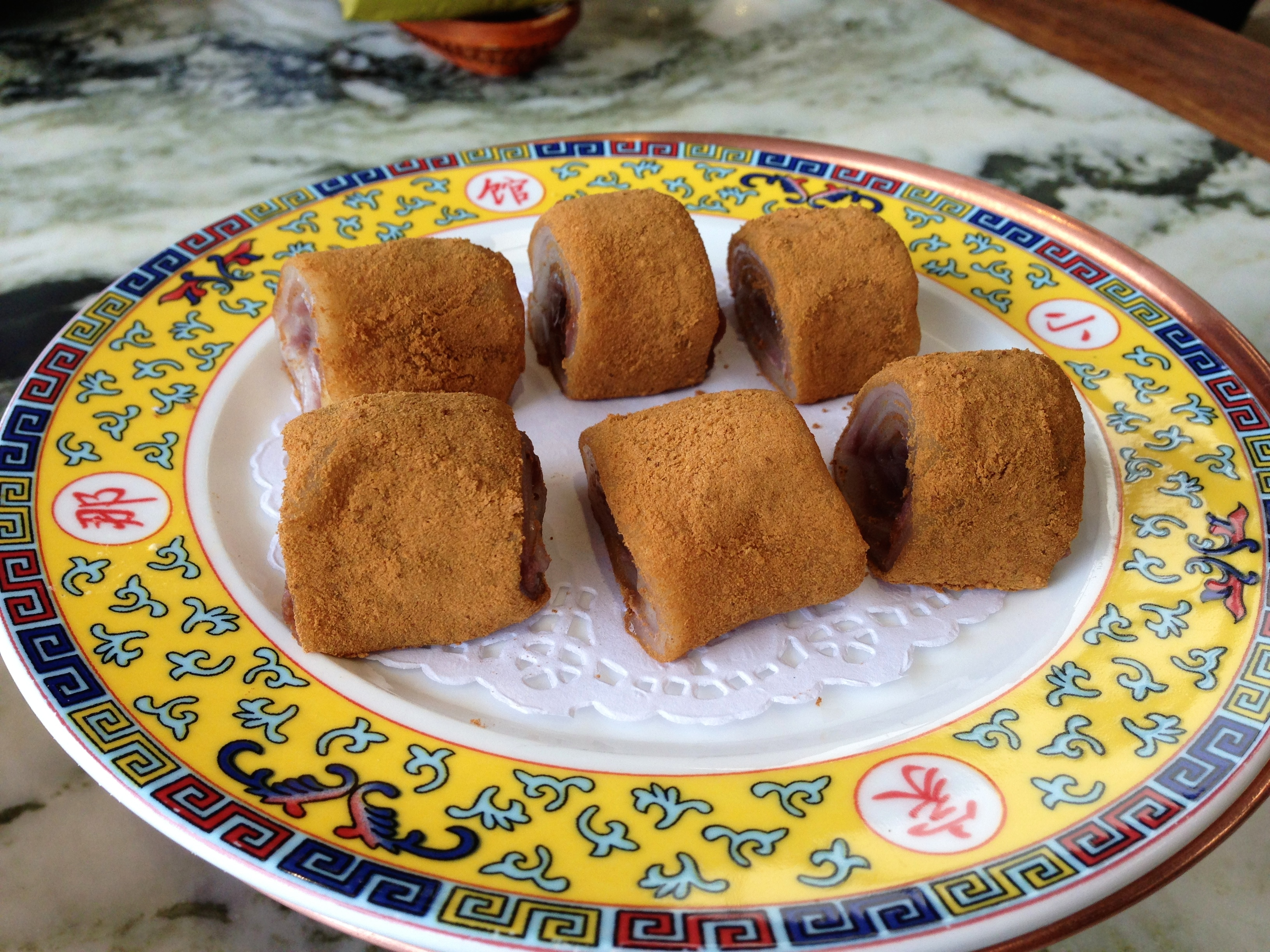
Lütakun (Lüdagun)

## Korea

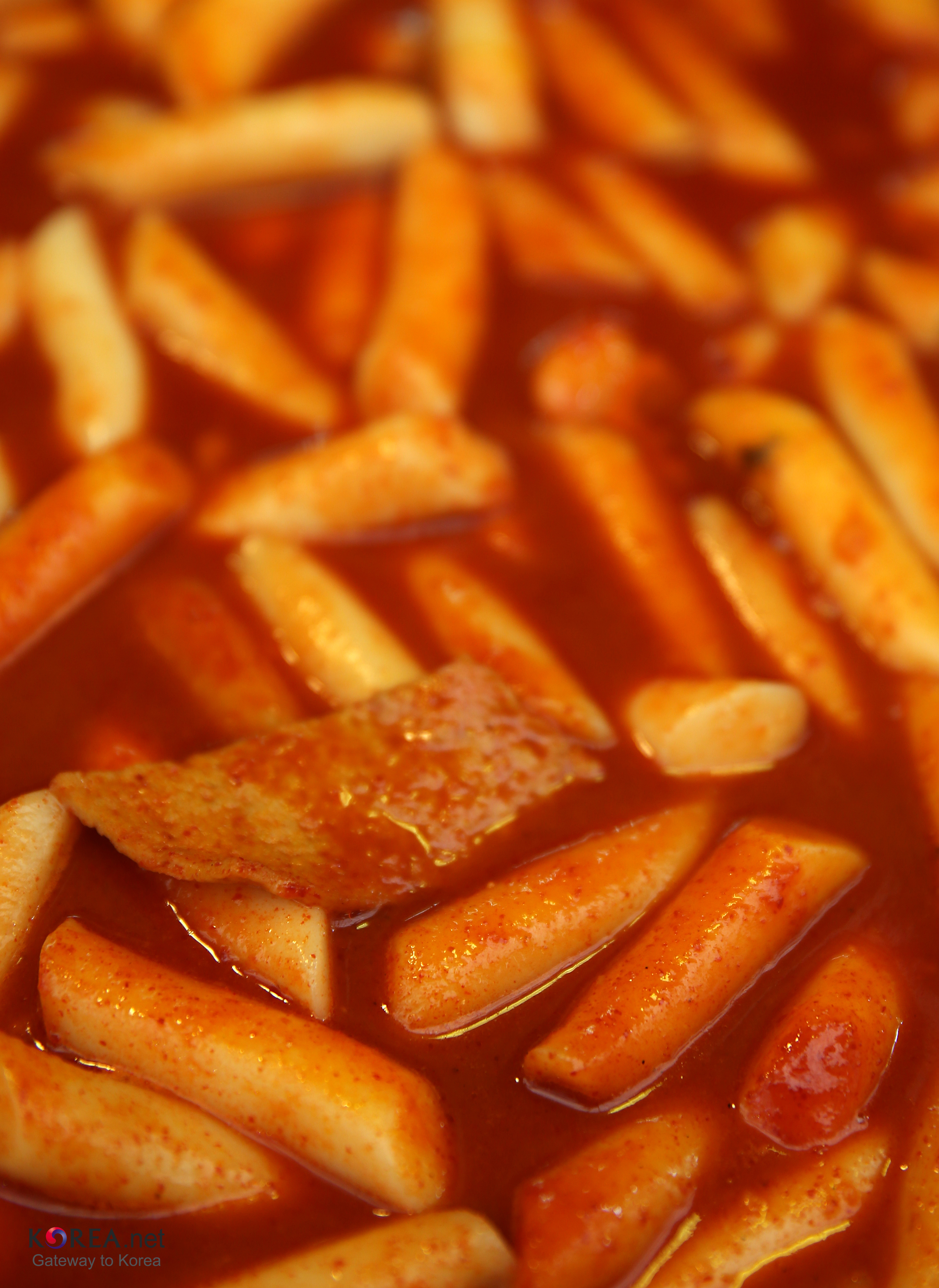
Ttokpokki (Tteokbokki), csípős csiliszószban főtt, döngölt ttok (tteok) rudak

A koreai gasztronómiában a rizssütemények összefoglaló neve ttok (tteok). Több mint 250 fajtája ismert, készülhet döngöléssel, gőzöléssel, sütéssel és főzhetik is. Az édes változatok mellett a nem édes jellegű ttok (tteok)ok is gyakoriak. Ízesítésnek vagy töltelék gyanánt gyakran használnak azukibabból készült masszát, gabonaféléket, magvakat, mogyoróféléket, zöldségeket, gyümölcsöket, gyümölcslevet vagy éppen ehető virágszirmokat. A ttok (tteok) négy nagy típusba sorolható, elkészítési mód szerint. A gőzön főtt ttok (tteok) (찌는 떡, ccsinun ttok (jjineun tteok) vagy 시루떡 siruttok (tteok)) speciális gőzölőedényben (시루, siru) készül, ezt tartják a legősibb ttok (tteok)nak. A döngölt ttok (tteok)ot (치는 떡, cshinun ttok (chineun tteok)) gőzön főzés után döngölődeszkán vagy nagy, mozsár alakú tekenőben fakalapáccsal döngölik. A sült ttok (tteok) (지지는 떡, csidzsinun ttok (jijineun tteok)) készítésekor a gyúrt tésztát valamilyen alakúra formálják (például kisebb palacsintaformára), majd serpenyőben olajon kisütik. A főtt ttok (tteok) (삶는 떡, szamnun ttok (salmneun tteok)) esetében a tésztát golyó alakúra formálják vagy másmilyen alakúra szaggatják és forrásban lévő vízben megfőzik, aztán azukibab-őrleményben megforgatják. A gőzön főtt változatok közé tartozik például a szongphjon (송편, songpyeon), ami félhold alakú, azukibab-masszával, szezámmal és egyéb töltelékkel töltött, fenyőlevelekkel együtt gőzölt ttok (tteok), döngölt rizstésztából készül az indzsolmi (인절미, injeolmi), amit azuki-őrleménybe vagy szezámba forgatnak, a sült verziók közé sorolják például a hvadzsont (화전, hwajeont), ami virágszirmokkal díszített, ragacsos rizslisztből készülő, kerek sütemény. A főtt ttok (tteok)ok közé tartozik például a gyümölcsökkel töltött csapkvabjong (잡과병, japgwabyeong).

## Vietnám
Vietnámban népszerű utcai étel a bánh bèo, mely Huế városából származik. A rizslisztből és tápiókalisztből készült laza tésztát kis tálkákba töltik, melyeket bambusz gőzölőbe helyeznek. Sült szárított garnélával, ropogós szalonnabőrrel, újhagymás olajjal és nuoc cham szósszal tálalják (limelé, halszósz, fokhagyma, cukor és víz keveréke). A bánh bò piskótaszerű édes sütemény, melyet rizslisztből készítenek élesztő segítségével és kókusztejjel ízesítenek. A bánh đúc vidéki étel, melyet ma már az ország egész területén fogyasztanak. Rizslisztből készül, lehet édes vagy sós, az északi és déli régióban másképp fogyasztják. Délen zselés jellegű és téglalap alakú, jobbára édes, de sós változatai is ismertek. Északon jobbára sósan fogyasztják és melegen. Általában darált sertéshússal, fafülgombával és újhagymával tálalják, halszósszal, mogyoróhagymával egészítik ki. A bánh chưng Stachyphrynium placentarium (a nyílgyökérfélék családjába tartozó növény) levelébe csomagolt, téglalap alakú étel, mely ragacsos rizsből, mungóbabból, zsíros sertéshúsból készül, sóval, feketeborssal, újhagymával és halszósszal. Hasonlóan készül a banánlevélbe csomagolt, rúd alakúra formázott bánh tét is. Mindkettőt tết, azaz a vietnámi újév idején fogyasztják leginkább.

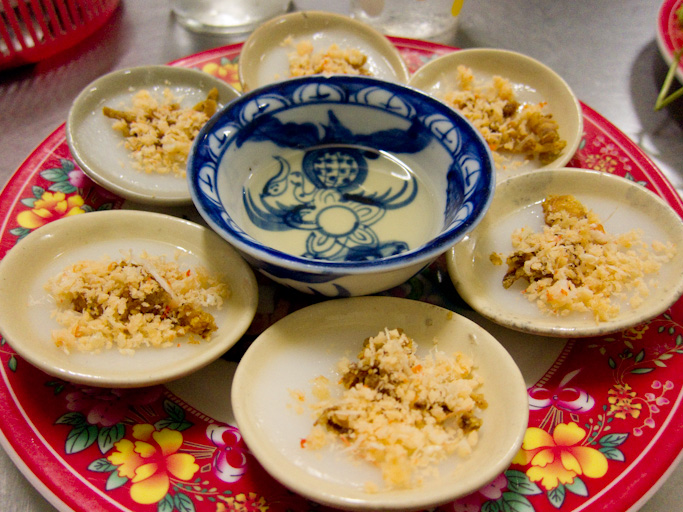
Bánh bèo
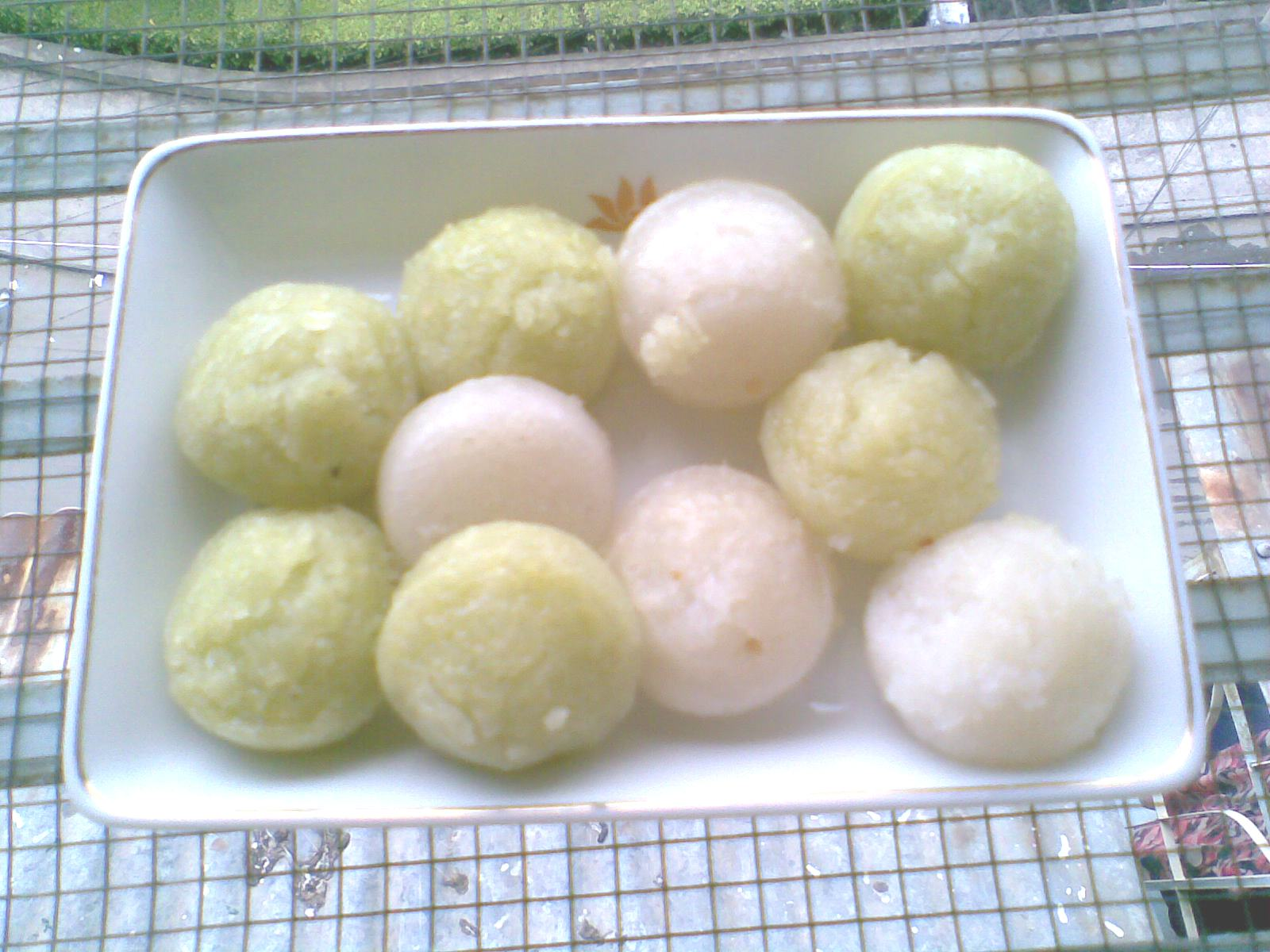
Bánh bò
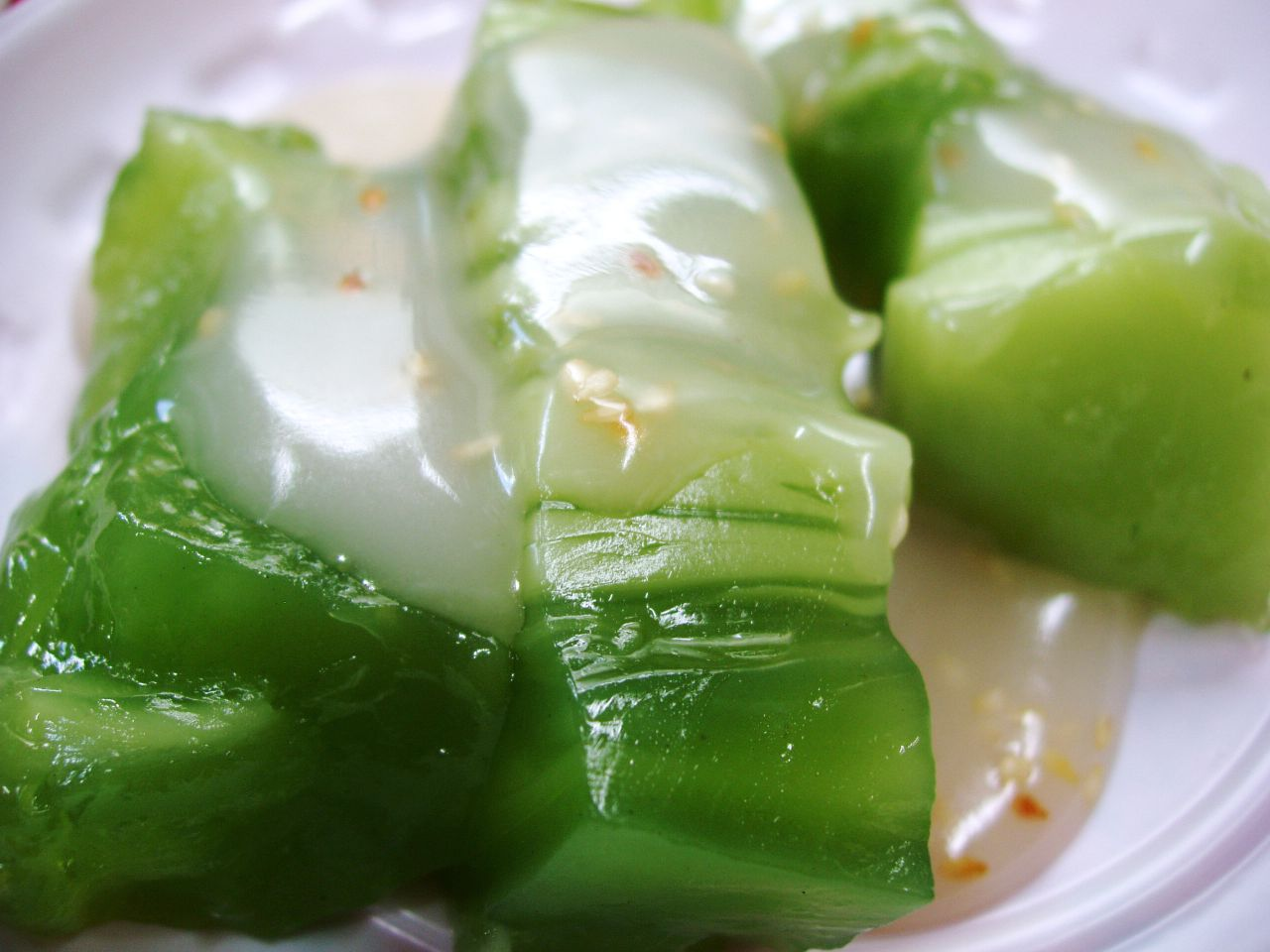
Dél-Vietnámban népszerű, színezett, édes bánh đúc
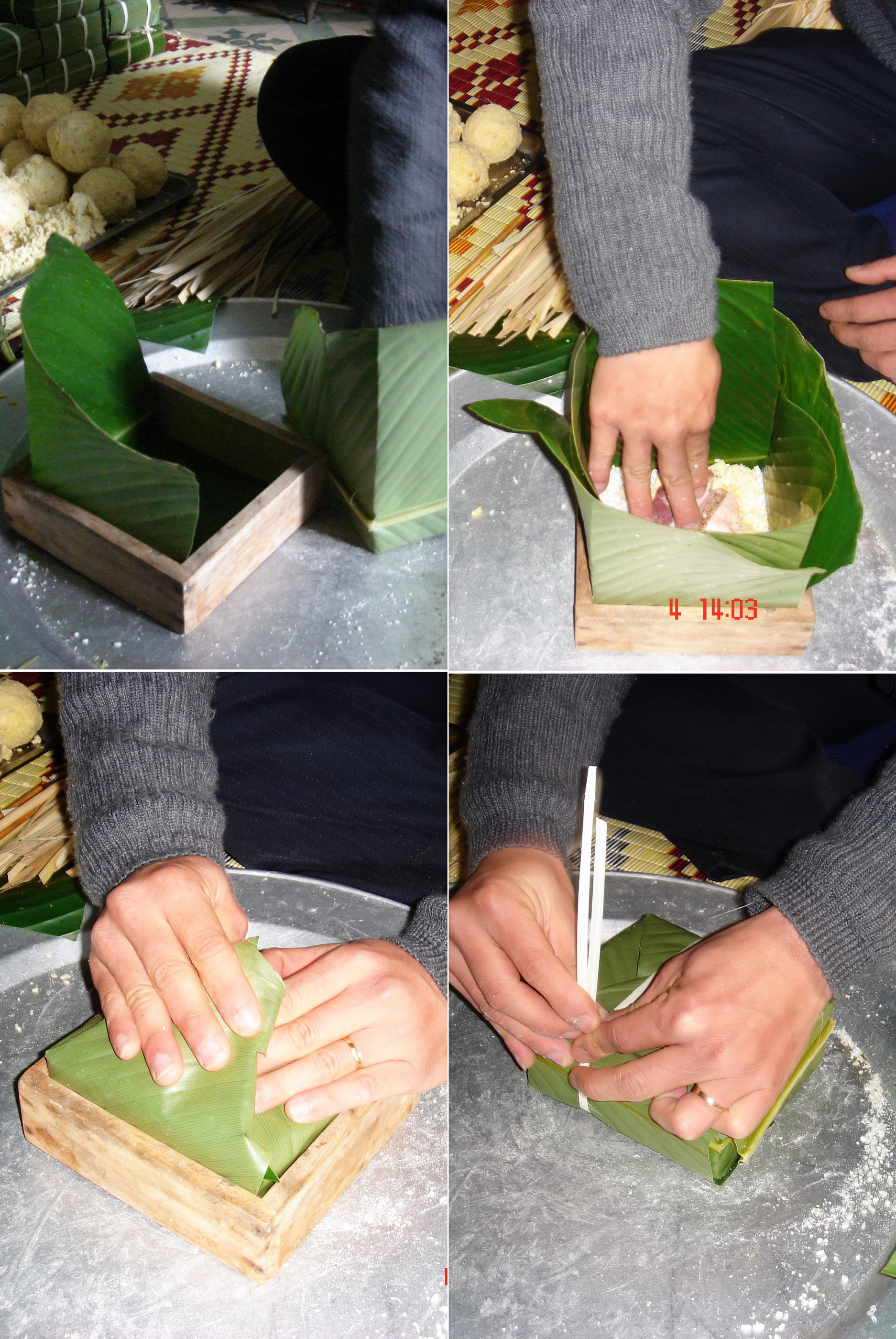
Bánh chưng készítése forma segítségével

## Fordítás
- Ez a szócikk részben vagy egészben  a   rice cake című angol Wikipédia-szócikk fordításán alapul.  Az eredeti cikk szerkesztőit annak laptörténete sorolja fel. Ez a jelzés csupán a megfogalmazás eredetét és a szerzői jogokat jelzi, nem szolgál a cikkben szereplő információk forrásmegjelöléseként.